# Isidore Dagnan
Isidore Dagnan (Marsella, 1794-París, 1873) fue un pintor paisajista francés.

## Biografía
Nacido en 1794 en Marsella, entre sus pinturas, que consistieron principalmente en paisajes del sur de Francia, Italia y Suiza, se encuentran vistas de Lausana (1822) y Dauphiné (1827), del lago Lemán (1822), de París desde el Quai de la Cité (1831), del Vigne cerca de Vaucluse, del valle de Lauterbrunnen (141), de la Casa de Petrarca y de las viejas hayas del bosque de Fontainebleau. Falleció en 1873 en París.